# Холмы (Черниговская область)
Холмы́ (укр. Холми) — посёлок в Корюковском районе Черниговской области Украины, административный центр Холминской поселковой общины. Расположен на берегу реки Убедь.

## История
Впервые Холмы упоминаются в универсале Ивана Самойловича 1674 года, которым они были закреплены за войсковым товарищем В. Дунин-Борковским (впоследствии полковником). Однако существует мнение, что Холмы появились задолго до 1600 года.
После воссоединения Украины и России село входит в состав Понорницкой сотни Черниговского полка. По данным переписи 1666 года, в Холмах числился 31 двор, в том числе 12 крестьянских (6 из них занимались бортничеством), где насчитывалось 6 лошадей и один вол. Кроме того, в селе было 17 бобыльных дворов. Со всех дворов собирали подати хлеба, ржи и овса 29 осмачек с полуосьмачкою. Денег 65 алтын. Да с бортников с осьми человек медового оброку полтора пуда.
До 1830-х гг. село Холмы закреплено за Борковскими — потомками Дунина-Борковского. Крестьяне занимались в основном хлебопашеством. Поскольку песчаные земли были малоплодородны, дополнительным источником существования крестьян во второй половине XVII века стали ремёсла.
Село было волостным центром Холменской волости Сосницкого уезда Черниговской губернии. В селе Холмы была Михайловская церковь. Священнослужители Михайловской церкви:
- 1780 — священник Андрей Иванович, священник Гавриил Михайлович

В 1924 году в Холмах была открыта аптека.
В ходе Великой Отечественной войны 23 августа 1941 года немецкие войска оккупировали Холмы. Через несколько дней, в сентябре 1941 года в Холмах начала деятельность подпольная комсомольская организация «Так начиналась жизнь», деятельностью которой руководил штаб из девяти человек (Николай Еременко, Шура Омельяненко, Феня Внукова, Федор Резниченко, Катя Дьяченко, Леонид Ткаченко, Феня Шевцова, Надя Гальницкая и Настя Резниченко). Деятельность организации охватывала Холмы, Погорельцы, хутор Бобрик, Козиловку и Ченчики, её участники являлись связными советских партизанских отрядов, собирали оружие (к 7 ноября 1941 года они собрали и передали партизанам 8 винтовок, 4 револьвера, 68 ручных гранат и 5 тысяч патронов), писали и распространяли газеты и листовки (в общей сложности, они распространили свыше 15 тыс. экземпляров газет, листовок и сводок Совинформбюро), а в ночь перед 7 ноября 1941 года — вывесили на зданиях села красные флаги. 1 марта 1942 года организация была выявлена и уничтожена.
15 сентября 1943 года в ходе наступления советских войск немецкие войска были выбиты из Холмов.
В 1958 году Холмы стали посёлком городского типа. Крупнейшим предприятием в это время был спиртовой завод.
В январе 1989 года численность населения составляла 3583 человека.
По состоянию на 1 января 2013 года численность населения составляла 2788 человек.

## Современное состояние
Холмы расположен в 33 км от районного центра (Корюковка). В демографическом плане в посёлке наблюдается депопуляция: в 1983 г. в посёлке жило 3882 человека, а в 2006 г. — 3256 человек, за 23 года населения посёлка сократилось на 626 человек. Промышленность Холмов: пищевая (отрасли — маслосыродельная и спиртовая) и строительных материалов. В посёлке расположен краеведческий музей.

## Транспорт
Посёлок расположен в 30 км от ж.-д. станции Корюковка (конечный пункт ж.-д. ветки от линии Гомель — Бахмач).